# Премія «Люм'єр» (23-тя церемонія)
23-тя церемонія вручення Премії «Люм'єр» французької Академії «Люм'єр» відбулася 5 лютого 2018 в Парижі. Номінантів було оголошено 11 грудня 2017 року. Фільм Робена Кампійо «120 ударів на хвилину» отримав найбільшу кількість номінацій та нагород — по 6.

## Фільми з найбільшою кількістю номінацій та нагород
| Фільм                      | Номінації | Перемоги |
| -------------------------- | --------- | -------- |
| • 120 ударів на хвилину    | 6         | 6        |
| • 1+1=Весілля              | 4         | —        |
| • Барбара                  | 4         | 2        |
| • До побачення там, нагорі | 3         | —        |
| • Пацієнти                 | 3         | —        |
| • Сирота                   | 3         | —        |
| • Фелісіте                 | 3         | —        |
| • Блискучий                | 2         | —        |
| • Дрібний фермер           | 2         | —        |
| • Коли повернуться птахи   | 2         | 1        |
| • Майстерня                | 2         | —        |
| • Макала                   | 2         | —        |
| • Молода жінка             | 2         | 1        |
| • Молодий Годар            | 2         | —        |
| • Привиди Ісмаеля          | 2         | —        |
| • У Сирії                  | 2         | 1        |

## Список лауреатів та номінантів
| Найкращий фільм | Найкращий режисер |
| --- | --- |
| ★ 120 ударів на хвилину / 120 battements par minute (реж. Робен Кампійо) - 1+1=Весілля / Le Sens de la fête (реж. Ерік Толедано та Олів'є Накаш) - Барбара / Barbara (реж. Матьє Амальрік) - До побачення там, нагорі / Au revoir là-haut (реж. Альбер Дюпонтель) - Сирота / Orpheline (реж. Арно де Пальєр) - Фелісіте / Félicité (реж. Ален Гоміс)                                                                            | ★ Робен Кампійо — 120 ударів на хвилину - Мішель Азанавічус — Молодий Годар - Матьє Амальрік — Барбара - Філіпп Гаррель — Коханець на день - Ален Гоміс — Фелісіте - Лоран Канте — Майстерня |
| Найкращий актор | Найкраща акторка |
| ★ Науель Перес Біскаярт — 120 ударів на хвилину (за роль Шона Далмазі) - Сванн Арло — Дрібний фермер (за роль П'єра) - Жан-П'єр Бакрі — 1+1=Весілля (за роль Макса Анжелі) - Луї Гаррель — Молодий Годар (за роль Жана-Люка Годара) - Реда Катеб — Джанго (за роль Джанго Рейнхардта) - Данієль Отей — Блискучий (за роль П'єра Мазарда)                                                                                        | ★ Жанна Балібар — Барбара (за ролі Бригітти та Барбари) - Хіам Аббасс — У Сирії (за роль Оум Язан) - Жульєт Бінош — Нехай світить сонце (за роль Ізабель) - Карін Віар — Заздрісниця (за роль Наталі) - Шарлотта Генсбур — Обіцянка на світанку (за роль Міни Кацев) - Еммануель Дево — Номер перший (за роль Еммануель Блаше) |
| Найперспективніший актор | Найперспективніша акторка |
| ★ Арно Валуа — 120 ударів на хвилину - Халед Алуаш — З усіх моїх сил - Матьє Люччі — Майстерня - Некфе — Усе нас розлучає - Фіннеган Олдфілд — Марвін, або Чудове виховання - Пабло Полі — Пацієнти | ★ Летиція Дош — Молода жінка - Ірис Брі — Берегині - Камелія Жордана — Блискучий - Памела Рамос — Усі мрії світу - Солен Ріго — Сирота - Ей Айдара — 1+1=Весілля |
| Найкращий дебютний фільм | Найкращий кіносценарій |
| ★ Коли повернуться птахи / En attendant les hirondelles, реж. Карім Мусаві - Блаженні / Les Bienheureux, реж. Софія Джама - Дрібний фермер / Petit Paysan, реж. Юбер Шаруель - Молода жінка / Jeune Femme, реж. Леонор Серрай - Пацієнти / Patients, реж. Гран Кор Маляд та Мехді Ідір - Сире / Grave, реж. Джулія Дюкорно | ★ Робен Кампійо та Філіпп Манжео — 120 ударів на хвилину - Крістель Бертева та Арно де Пальєр — Сирота - Альбер Дюпонтель та П'єр Леметр — До побачення там, нагорі - Карім Мусаві та Мод Амелін — Коли повернуться птахи - Ерік Толедано та Олів'є Накаш — 1+1=Весілля                                                        |
| Найкращий франкомовний фільм | |
| ★ У Сирії / InSyriated, реж. Філіпп ван Леу, Бельгія - Весілля / Noces, реж. Стефан Стрекер, Бельгія/ Люксембург/ Пакистан - Дива в Парижі / Paris pieds nus, реж. Домінік Абель та Фіона Гордон, Бельгія - До кінця літа / Avant la fin de l’été, реж. Мар'ям Гурмассай, Швейцарія - Красуня і пси / La Belle et la Meute (Aala Kaf Ifrit), реж. Каутер Бен Ханья, Туніс/ Саудівська Аравія/ Норвегія/ Ліван/ Катар/ Швейцарія | |
| Найкращий оператор | Найкраща музика до фільму |
| ★ Крістоф Бокарн — Барбара - Селін Бозон — Фелісіте - Ален Дюплантьє — Сіяч - Ірина Любчанськи — Привиди Ісмаеля - Вінсент Матіас — До побачення там, нагорі - Кароліна Шампетьє — Берегині | ★ Арно Реботіні — 120 ударів на хвилину - Грегуар Етзель — Привиди Ісмаеля - Гаспар Клаус — Макала - Готьє Серр (Igorrr) — Жаннетт: Дитинство Жанни д'Арк - Філіпп Ромбі — Подвійний коханець - Анжело Фолє та Гран Кор Маляд — Пацієнти                                                                                       |
| Найкращий документальний фільм | Найкращий анімаційний фільм |
| ★ Обличчя, села / Visages, villages, реж. Аньєс Варда та JR - Без прощання / Sans adieu, реж. Крістоф Агу - Ділянка 35 / Carré 35, реж. Ерік Каравака - Люм'єр! Пригода починається / Lumière ! L'aventure commence, реж. Тьєррі Фремо - Макала / Makala, реж. Еммануель Гра - Поважний В. / Le Vénérable W., реж. Барбет Шредер                                                                                                | ★ Великий злий лис та інші історії / Le Grand Méchant Renard et autres contes…, реж. Бенжамін Реннер та Патрік Ембер - Зомбіленіум / Zombillénium, реж. Артур де Пінс та Алексіс Дюкор - Таємне життя комах / Drôles de petites bêtes, реж. Антон Крінгс та Арно Борон                                                         |
| Почесна премія | |
| Жан-Поль Бельмондо Моніка Беллуччі | |